# Rural Development Party
Die Rural Development Party ist eine ehemalige politische Partei von Papua-Neuguinea.

## Geschichte
Die Partei wurde im November 2006 vom Abgeordneten (Esa’ala MP) Moses Maladina gegründet. Bereits im Mai 2007 gab es jedoch bereits Konflikte aufgrund fehlender finanzieller Unterstützung für Parteimitglieder in deren Wahlkampf.
In den Wahlen 2007 gewann die Partei 3 Sitze mit den Kandidaten Maladina, Alphonse Moroi (Central Provincial) und Benjamin Philip (Mariyama Open). Ein vierter Sitz, der von dem Kandidaten für Manus Provincial MP Michael Sapau gewonnen wurde, wurde als unabhängiger Sitz vergeben, nachdem der Kandidat, obwohl er während des Wahlkampfes als Kandidat der RDP präsentiert wurde, alle Verbindungen absprach und sich als unabhängigen Kandidaten darstellte. Die Partei unterstützte zunächst die Regierung von Michael Somare und Maladina wurde zum Minister of State for Constitutional Affairs berufen (Juli 2010); in der Regierung von Peter O’Neill hatte die Partei ab August 2011 ebenfalls einen Sitz.
Moroi hatte sich bereits Ende 2008 der National Alliance Party angeschlossen. An den Wahlen 2012 hatten sich Maladina und Philip der regierenden People’s National Congress angeschlossen und Maladina diente als Leader of Government Business. Im April 2012 wurde der Speaker Jeffrey Nape, ein früheres Mitglied der Triumph Heritage Empowerment Party, als neuer Parteiführer der Rural Development Party für die Wahl aufgestellt.
Die Partei verlor alle Sitze in den Wahlen 2012 und wurde 2015 aufgelöst (deregistered).

## Wahlergebnisse
| Wahl                | Mandate |
| ------------------- | ------- |
| Parlamentswahl 2007 | 4 / 109 |
| Parlamentswahl 2012 | 0 / 111 |